# Nymph Errant
Nymph Errant ist ein Musical mit der Musik Cole Porters, das Buch schrieb Romney Brent nach einem Roman von James Laver. Charles B. Cochran produzierte die Show als „Star vehicle“ für Gertrude Lawrence. Romney Brent führte die Regie, Agnes de Mille übernahm die Choreografie. Die Uraufführung fand am 6. Oktober 1933 im Adelphi Theatre im Londoner West End statt.

## Inhalt
Anstatt von ihrer Schweizer Mädchenschule nach Hause, nach Oxford zu fahren, möchte  Evangeline lieber mit Männern „experimentieren“.
 
Für sie beginnt eine Irrfahrt, die sie an der Seite von französischen Künstlern, eines russischen Musikers, eines mädchenhandelnden Grafen, eines griechischen Geschäftsmannes, eines türkischen Soldaten und eines amerikanischen Ingenieurs, zuerst nach Paris und an die französische Küste, dann nach Venedig, Athen, Smyrna, einem Harem in der türkischen Provinz, schließlich über Istanbul wieder nach Paris zurück führt.
 
Auf dem Weg begegnen ihr Kokotten, Konkubinen, Sklavinnen, Schulkameradinnen, von deren Liebesbeziehungen und Erlebnissen mit Männern sie erfährt.

Doch am Ende ihrer Reise ist Evangeline immer noch unberührt.

## Bekannte Musiknummern
- Experiment
- The Physician